# Mesothuria intestinalis
Mesothuria intestinalis is een zeekomkommer uit de familie Mesothuriidae.
De wetenschappelijke naam van de soort werd in 1805 gepubliceerd door P. Ascanius.